# كيتيل سييم
كيتيل سييم (بالنرويجية البوكمول: Kjetil Siem)‏ هو صحفي نرويجي، ولد في 29 سبتمبر 1960.

## وصلات خارجية
- كيتيل سييم على موقع IMDb (الإنجليزية)